# Tetsu Nakamura
Tetsu Nakamura (中村 哲 Nakamura Tetsu?,  en pastún: تېڅو ناکامورا‎), también conocido como Kaka Murad (کاکا مراد,  lit. "Tío Murad" en pastún y en farsi) (Fukuoka, 15 de septiembre de 1946-Jalalabad, 4 de diciembre de 2019), fue un médico japonés y ciudadano honorario afgano que dirigió la ONG Servicios Médicos japonés para la Paz, grupo de ayuda conocido como Peshawar-kai en japonés. Recibió el Premio Ramón Magsaysay de Filipinas, a menudo llamado Premio Nobel de Asia, por la paz y la comprensión internacional.
Uno de sus colegas japoneses, Kazuya Ito, especialista agrícola que trabajaba en la construcción de canales de riego en el distrito Kuz Kunar de la provincia de Nangarhar, fue secuestrado y asesinado por militantes talibanes en el 2008, cuando se dirigía al lugar de un proyecto de riego en el área. Sin embargo, Tetsu Nakamura continuó trabajando en el país y luego se dedicó a construir proyectos de canales él mismo, tomando agua del río Kunar en el este de Afganistán. A Nakamura se le atribuyó la transformación de la vasta área desértica de Gamberi en Nangarhar en exuberantes bosques y productivas tierras de cultivo de trigo. Además de proyectos de riego, también construyó dos hospitales y dos mezquitas. El 7 de octubre de 2019, el presidente afgano Ashraf Ghani otorgó la ciudadanía afgana honoraria a Nakamura en reconocimiento a su larga labor humanitaria.[cita requerida]

## Primeros años y educación
Tetsu Nakamura nació en la ciudad de Fukuoka, en la prefectura de Fukuoka, en la costa norte de la isla  Kyushu, en Japón. Se graduó en la Facultad de Medicina de la Universidad de Kyushu en 1973, después de estudiar en la escuela primaria Koga Nishi y en la escuela secundaria Seinan Gakuin, de la prefectura de Fukuoka.

## Carrera
Tetsu Nakamura llegó por primera vez a la región en 1984, como voluntario en el Servicio de Cooperación Médica Cristiana de Japón en el Extranjero, en el Hospital de la Misión en Peshawar, Pakistán, para tratar a pacientes con lepra y a refugiados afganos que huían de la guerra soviética-afgana. Inicialmente tenía la intención de quedarse en Peshawar durante cinco a seis años. A partir de 1991, Nakamura abrió tres clínicas para proporcionar servicios médicos en la provincia de Nangarhar,  donde identificó la desnutrición como la causa principal de los problemas de salud en la región. A partir de entonces, amplió el alcance de su trabajo en agricultura y riego, y se centró en proyectos de construcción de canales en el este de Afganistán.
A partir del 2000, una sequía golpeó la región. Como consecuencia, se multiplicaron las enfermedades, debido a la desnutrición y a la falta de agua. Nakamura declaró sobre esta situación: "Un canal de irrigación hará más bien que 100 médicos". También dijo: "Un hospital trata a los pacientes uno por uno, pero esto ayuda a toda una aldea. Me encanta ver a una aldea que ha vuelto a la vida". A partir del 2003, Nakamura comenzó a construir un canal de riego en el distrito Khewa (Kuz Kunar), en la provincia de Nangarhar, el canal Marwarid. El canal obtiene agua del río Kunar, y tiene una longitud de 25,5 km. Se inspiró en los canales de riego que se habían construido en su Fukuoka nativa hacía más de 200 años, sin la ayuda de equipos modernos.
Nakamura construyó o restauró ocho canales adicionales, irrigando 16 000 hectáreas y apoyando el sustento de 600 000 personas en el desierto Gamberi de Nangarhar. También construyó once presas en el río Kunar. Declaró: "Las armas y los tanques no resuelven los problemas. El renacimiento de la agricultura es la piedra angular de la recuperación de Afganistán".
En Afganistán, Nakamura arriesgó su vida varias veces. Una vez escapó por poco del fuego de ametralladoras desde un helicóptero militar de los Estados Unidos. En otra ocasión, se apresuró a proteger diques de un río que se desbordaba peligrosamente. "Estaría feliz de morir aquí", dijo alguna vez.

## Muerte
Tetsu Nakamura recibió un disparo mortal en un asesinato selectivo el 4 de diciembre de 2019 en Jalalabad. Los atacantes también mataron a otros cinco, incluidos sus guardaespaldas, el conductor y un pasajero. La policía dijo que Nakamura recibió múltiples disparos con rifles automáticos desde un alcance de unos diez metros.
Los atacantes vestían ropa tradicional afgana, pero no se cubrían el rostro. Según un testigo ocular: «Los hombres armados condujeron a un restaurante cerca del sitio del ataque en dos autos separados. Cuando el vehículo que transportaba a Nakamura se acercó, los atacantes corrieron y le dispararon desde ambos lados, y asesinaron primero al guardaespaldas de Nakamura». Cuando uno de los pistoleros le gritó al testigo que se mantuviera alejado de la escena, el testigo se escondió en el restaurante. «Cuando el sonido de los disparos disminuyó, escuché voces y traté de averiguar si Nakamura y los demás estaban muertos, antes de que comenzaran a disparar de nuevo. 'Terminó, vámonos', escuché decir a uno de los hombres antes de que huyeran en sus autos», agregó el testigo.
Nakamura permaneció consciente después del ataque y recibió tratamiento en un hospital local en Jalalabad, pero sucumbió a sus heridas en el Aeropuerto de Jalalabad cuando estaba siendo preparado para ser trasladado en avión a un hospital en la Base Aérea de Bagram del ejército estadounidense, ubicada 60 km al norte de Kabul.

### Origen del ataque
Funcionarios afganos y activistas de la sociedad civil culparon al grupo insurgente talibán del ataque. Los talibanes, sin embargo, negaron su participación. Un miembro del consejo de gobierno de Nangarhar especuló que fue atacado por  proxies de Pakistán, debido al tipo de trabajo que realizaba. Oficiales de la agencia de inteligencia afgana sugirieron que fue atacado por Pakistán, debido a los esquemas de riego de ríos que creó, que provocaron tensiones de agua entre los dos países, pero no aportaron pruebas de su acusación.
Las autoridades provinciales de Nangarhar habían obtenido información sobre un posible ataque contra Nakamura aproximadamente un año antes del ataque. Según el gobernador de la provincia de Nangarhar, Shah Mahmood Miakhel, Nakamura recibió advertencias sobre un plan para secuestrarlo o matarlo seis semanas antes del ataque del gobierno provincial. Unos días antes del ataque, las autoridades de seguridad de la provincia le enviaron otra advertencia. Aunque a Nakamura no le gustaba estar acompañado por guardias de seguridad, el gobernador lo convenció de enviar a cuatro guardias de seguridad en un vehículo aparte, para su protección.
El 6 de diciembre de 2019, un grupo de activistas afganos se reunieron frente a la Embajada de Pakistán en Kabul. Los activistas condenaron el ataque contra Nakamura y protestaron contra el presunto apoyo de Pakistán a los insurgentes y terroristas que operan en Afganistán.

### Reacciones
El asesinato de Nakamura provocó conmociones en Afganistán y Japón, y generó una condena generalizada.
En Kabul, Nangarhar, Khost y Parwan, así como en Washington, se llevaron a cabo vigilias a la luz de las velas para Nakamura.
En Tokio, se rindieron homenajes a Nakamura en conciertos de música.

#### Gobierno afgano
El presidente afgano, Ashraf Ghani, ofreció sus más profundas condolencias a las familias de Nakamura y de las otras personas que murieron en el ataque, y calificó la muerte de Nakamura como una gran pérdida para el pueblo de Afganistán. El portavoz de Ashraf Ghani, Sediq Sediqqi, dijo: «El doctor Nakamura dedicó toda su vida a cambiar la vida de los afganos, trabajando en la gestión del agua, en las represas y mejorando la agricultura tradicional». El gobernador de la provincia de Nangarhar, Shah Mahmood Miakhel, expresó el dolor de la gente de Nangarhar por la muerte del doctor Nakamura y agradeció los muchos años que pasó ayudando a los habitantes.

#### Japón
El primer ministro japonés, Shinzō Abe, expresó conmoción por el asesinato de Nakamura, y expresó: «(Nakamura) arriesgó su vida en un ambiente peligroso para realizar varios trabajos, y la gente de Afganistán estaba muy agradecida con él». La Emperatriz Masako, en un comunicado emitido por la agencia de la Casa Imperial, lamentó la muerte de Nakamura.
Masaru Murakami, presidente del grupo de ayuda de Nakamura Peshawar-kai, expresó el deseo de "continuar todo el trabajo realizado por el doctor Nakamura. Nunca habrá otra persona de esa escala".

#### UNAMA
La Misión de Asistencia de las Naciones Unidas en Afganistán (UNAMA) expresó en un tuit: «La ONU en Afganistán condena y expresa su repulsión por el asesinato hoy del respetado trabajador humanitario japonés Dr. Tetsu Nakamura en Jalalabad. Un acto de violencia sin sentido contra un hombre que dedicó gran parte de su vida a ayudar a los afganos más vulnerables».

## Premios y distinciones
- Premio Ramon Magsaysay en 2003.[3]
- Premio Fukuoka en 2013.[34]
- Premio Kikuchi Kan de la Sociedad para la Promoción de la Literatura Japonesa en 2013.[35]
- Incluido en el Salón de la Fama de la Tierra en Kioto, en 2016.[36]
- Condecorado con la Orden del Sol Naciente (Rayos de oro y plata) en 2016.[37]
- Medalla Nacional Afgana, en 2018.[38]
- Recibió la ciudadanía honoraria de Afganistán por sus servicios de larga data en el país el 7 de octubre de 2019.[39]